# Cratere Qaqortoq
Qaqortoq è un cratere sulla superficie di Marte.